# Johnston City (Illinois)
Johnston City es una ciudad ubicada en el condado de Williamson en el estado estadounidense de Illinois. En el Censo de 2010 tenía una población de 3543 habitantes y una densidad poblacional de 643,75 personas por km².

## Geografía
Johnston City se encuentra ubicada en las coordenadas 37°49′16″N 88°55′46″O / 37.82111, -88.92944. Según la Oficina del Censo de los Estados Unidos, Johnston City tiene una superficie total de 5.5 km², de la cual 5.35 km² corresponden a tierra firme y (2.82%) 0.16 km² es agua.

## Demografía
Según el censo de 2010, había 3543 personas residiendo en Johnston City. La densidad de población era de 643,75 hab./km². De los 3543 habitantes, Johnston City estaba compuesto por el 97.06% blancos, el 0.62% eran afroamericanos, el 0.45% eran amerindios, el 0.2% eran asiáticos, el 0% eran isleños del Pacífico, el 0.28% eran de otras razas y el 1.38% pertenecían a dos o más razas. Del total de la población el 1.04% eran hispanos o latinos de cualquier raza.